# Тишківка (Тишківська сільська громада)
Ти́шківка — село в Україні, центр Тишківської сільської громади Новоукраїнського району Кіровоградської області. Населення становить 3497 осіб. Орган місцевого самоврядування — Тишківська сільська рада.

## Географія
Селом тече безіменна притока річки Синюха.

## Історія
У 1752-1764 роках входило до складу Новослобідського козацького полку.
В 1856 році село входило до Бобринецького повіту Херсонської губернії. На той час в селі налічувалось 592 двори.
Станом на 1886 рік у селі Новоархангельської волості Єлизаветградського повіту Херсонської губернії мешкало 3810 осіб, налічувалось 757 дворових господарств, існували православна церква, школа, 5 лавок, 2 винних склади, ренський погріб.
Під час організованого радянською владою Голодомору 1932—1933 років померло щонайменше 243 жителі села.

## Населення
Згідно з переписом УРСР 1989 року чисельність наявного населення села становила 3859 осіб, з яких 1757 чоловіків та 2102 жінки.
За переписом населення України 2001 року в селі мешкало 3498 осіб.

### Мова
Розподіл населення за рідною мовою за даними перепису 2001 року:
| Мова       | Відсоток |
| ---------- | -------- |
| українська | 96,51 %  |
| російська  | 2,43 %   |
| молдовська | 0,63 %   |
| вірменська | 0,23 %   |
| білоруська | 0,14 %   |

## Особистості
- Ґава Олександр Васильович – актор театру та кіно, заслужений артист України.
- Головань Є. О. (1925—2003) — організатор сільськогосподарського виробництва, Герой Соціалістичної Праці.
- Кожухар Я. Г. — механізатор, Герой Соціалістичної Праці.
- Лев Б. Д. (1911—1971) — командир полку, Герой Радянського Союзу.
- Матлаш М. І. (1932—2016) — агроном, Орден Леніна, Заслужений працівник сільського господарства України.
- Урсуленко В. І. (1939—2017) — лікар-кардіохірург, доктор медичних наук.
- Усенко І. Р. (1924—1998) — кулеметник, Герой Радянського Союзу.